# Паскаль Альенде, Андрес
Андре́с Паскаль Алье́нде (исп. Andrés Pascal Allende, родился в 1943, Сантьяго) — чилийский революционер баскско-бельгийского происхождения, один из организаторов и руководителей Левого революционного движения. Племянник Сальвадора Альенде, сын Лауры Альенде и троюродный брат Исабель Альенде.

## Биография
Совместно с Мигелем Энрикесом Эспиносой в 1965 г. стал в руководстве организованного ими Левого революционного движения. После военного переворота в Чили, Левое революционное движение ушло в подполье и начало вести партизанскую войну против диктаторского режима. В 1974 г. Мигель Энрикес Эспиноса был убит агентами тайной полиции Пиночета и руководство движением взял на себя Андреас Паскаль Альенде. Однако в результате усилившихся репрессий он был вынужден в 1976 г. эмигрировать на Кубу. В марте того же года в рамках операции «Кондор» планировалось осуществить его убийство. Инкогнито вернулся в Чили, где продолжил борьбу против диктатуры.